# Grania mangeri
Grania mangeri is een ringworm uit de familie van de Enchytraeidae. De wetenschappelijke naam van de soort is voor het eerst geldig gepubliceerd in 1914 door Michaelsen.